# Bambecque
Bambecque, niederländisch Bambeke, ist eine französische Gemeinde mit 842 Einwohnern (Stand 1. Januar 2022) im Département Nord in der Region Hauts-de-France. Sie gehört zum Arrondissement Dunkerque und zum Gemeindeverband Hauts de Flandre. In Bambecque wird auch Westflämisch gesprochen.

## Geografie
Die Gemeinde Bambecque liegt an der Yser in Französisch-Flandern, etwa 20 Kilometer südöstlich von Dunkerque (Dünkirchen) im äußersten Norden Frankreichs. Im Osten grenzt das Gemeindegebiet an Belgien (Gemeinden Alveringem und Poperinge).
Zu Bambecque gehört der Ortsteil Kruystraete.
Nachbargemeinden von Bambecque sind Rexpoëde im Norden, Oost-Cappel und Alveringem im Nordosten, Poperinge im Osten, Houtkerque im Südosten, Herzeele im Süden, Wormhout im Südwesten sowie West-Cappel im Nordwesten.

## Bevölkerungsentwicklung
| Jahr      | 1962 | 1968 | 1975 | 1982 | 1990 | 1999 | 2011 | 2021 |
| Einwohner | 614  | 642  | 614  | 614  | 589  | 655  | 739  | 832  |

Im Jahr 1831 wurde mit 1164 Bewohnern die bisher höchste Einwohnerzahl ermittelt. Die Zahlen basieren auf den Daten von cassini.ehess und INSEE.

## Sehenswürdigkeiten
- Kirche Saint-Omer in Bambecque, Monument historique[3]
- Schloss L’Ingelshof (Engelshof), Monument historique[4]

Eine ursprünglich aus Bambecque stammende Windmühle steht heute im Mühlenmuseum in Villeneuve-d’Ascq.

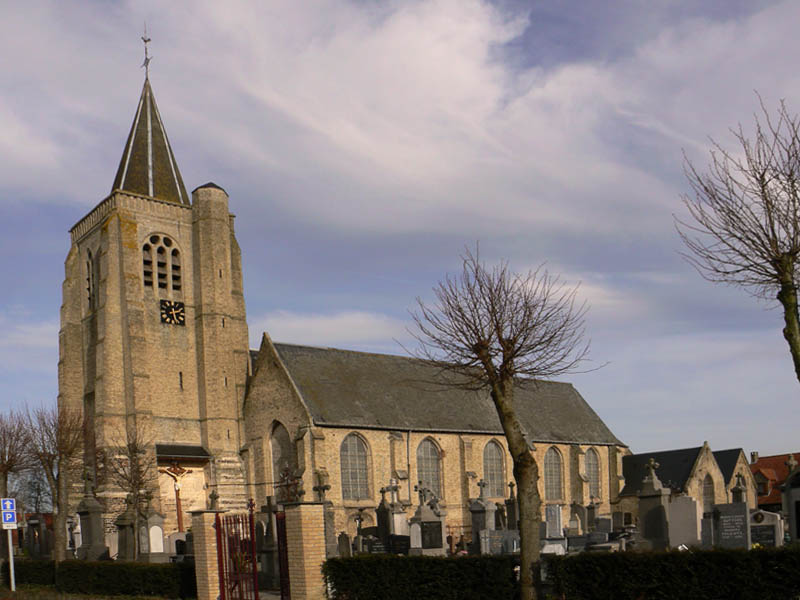
Kirche Saint-Omer

## Wirtschaft und Infrastruktur
In der Gemeinde sind 31 Landwirtschaftsbetriebe ansässig (Anbau von Getreide, Hülsenfrüchten, Ölsaaten und Tabak, Geflügelzucht, Schweinehaltung).
In der Nachbargemeinde Herzeele besteht Anschluss an die Autoroute A25 (Dunkerque-Lille). Ser zwölf Kilometer westlich gelegene Bahnhof von Esquelbecq liegt an der Bahnstrecke von Arras nach Dunkerque.

## Belege
1. ↑  Bambecque auf cassini.ehess
2. ↑  Bambecque auf INSEE
3. ↑  Eintrag in der Base Mérimée des Kulturministeriums. Abgerufen am 5. Februar 2011 (französisch).
4. ↑  Eintrag in der Base Mérimée des Kulturministeriums. Abgerufen am 5. Februar 2011 (französisch).
5. ↑  Landwirtschaftsbetriebe auf annuaire-mairie.fr (französisch)